# Kissing the Beast
Albums de Venom
In League with Satan
(2002) MMV
(2005)
Kissing the Beast est une compilation du groupe de heavy metal britannique Venom.
Sortie en 2002 sur le label Sanctuary Records, il s'agit d'une compilation regroupant les meilleurs titres de la période 1989-1993, à savoir les années Tony Dolan.
Cette compilation de deux CD se divise en deux ensembles : le premier CD est une compilation des trois albums de Venom enregistrés avec Tony Dolan. Le second compile des reprises live et studio des chansons de l'ère Conrad Lant réenregistrées avec Tony Dolan.
Étant donné que les trois albums publiés par Venom avec Tony Dolan n'ont toujours pas été remastérisés et réédités dans leur version originale, cette compilation est la seule publication officielle du groupe commémorant cette période.
Note : curieusement, cette compilation fait la part belle à l'album méconnu The Waste Lands, au point que cet album est quasiment présent dans son intégralité sur le premier disque de la compilation, pour un total de 9 pistes sur les 10 de l'album originel !

## Liste des morceaux
Disque 1 (compilation)
- 1. Cursed
  2. Need To Kill
  3. In Memory Of (Paul Miller 1964-1990)
  4. Wolverine
  5. Arachnid
  6. I'm Paralysed
  7. Crucified
  8. Into The Fire
  9. Riddle Of Steel
  10. Shadow King
  11. Trinity MCMXLV 0530
  12. Black Legions
  13. Parasite
  14. Acid
  15. Tribes
  16. Even In Heaven
  17. Kissing The Beast

Disque 2 (Réenregistrements et reprises)
- 1. Live Like An Angel, Die Like A Devil
  2. Welcome To Hell
  3. Bursting Out
  4. Countess Bathory
  5. Black Metal (live)
  6. Buried Alive
  7. Die Hard
  8. Angel Dust
  9. Witching Hour
  10. Teacher's Pet
  11. Skool Daze
  12. In Nomine Satanas
  13. Blood Lust
  14. Hell Bent For Leather (reprise live de Judas Priest)
  15. Speed King (reprise de Deep Purple)

## Musiciens
- Demolition Man (Tony Dolan) : chant, basse
- Mantas (Jeffrey Dunn) : guitare
- Big Al (Al Barnes) : guitare
- War Maniac (Steve White) : guitare
- Abaddon (Anthony Bray) : batterie
- VXS : claviers